# Kryptonita (álbum)
Kryptonita es el nombre del segundo álbum de estudio como solista del cantante argentino de rock Miguel Mateos, publicado por BMG en 1991.
En este disco el cantante se aleja del estilo pop, como en su álbum anterior, y explora nuevos ritmos instrumentales. Se cuenta que el tema “Lola" está inspirada en una hecho real que el cantautor leyó en un diario.

## Lista de canciones
Intro. "Kryptonita I" (0:47)
1. "Lola" (4:18)
2. "Hablando con mi ángel" (5:38)
3. "No. 1 (You are the one)" (5:00)
4. "Que hable el corazón" (4:08)
5. "Danza peligrosa" (3:50)
6. "Vértigo" (4:25)
7. "Si tuviéramos alas" (4:40)
8. "Caprichos blues" (3:59)
9. "Tentando a Diana" (4:38)
10. "No quiero tu amor" (6:35)
11. "Vértigo" (Remix Acústico) (4:25)
12. "Kryptonita II" (instrumental) (2:25)

La versión original en casete y LP de este álbum no incluía ni el remix acústico de Vértigo ni el instrumental Kryptonita II. Estos sólo aparecieron en el formato CD.

## Músicos
1. Miguel Mateos: voz, teclados y guitarras.
2. Alejandro Mateos: batería, percusión, guitarra y coros.
3. Pat Mastelloto: batería y percusión.
4. Gustavo Santaolalla: guitarra y coros.
5. Wade Biery: bajo.
6. Stuart Mathis: guitarra.
7. Luis Conte: percusión.
8. Jon Brion: teclados (acreditado erróneamente como "Jon Bryan").
9. Jorge Calandrelli: Arreglo y dirección de cuerdas.

### Datos adicionales
- Producción General: Miguel Mateos y Alejandro Mateos.
- Supervisión sonido de baterías: Pat Mastellotto.
- Fotos: Ron Slenzak.
- Arte: Lumel & Whiteman.
- Idea original: Graciela Beccari.
- Todas las canciones fueron escritas por Miguel Mateos. Excepto (*) Tentando a Diana: letra: Miguel Mateos y música: Alejandro Mateos.
- Grabado y mezclado entre agosto y septiembre de 1991 en Los Ángeles.
- Estudios: Track Records / Rumbo Recorders / The Chapel